# David A. Evans
David A. Evans (Washington, D.C., 11 de janeiro de 1941 – 29 de abril de 2022) foi um químico norte-americano.
Foi nomeado "Professor Abbott e James Lawrence de Química" do Departamento de Química e Biologia Química da Universidade Harvard. É proeminente no campo da química orgânica e conhecido pelo desenvolvimento da metodologia da metodologia da reação aldólica.
Evans estudou no Oberlin College, onde obteve o A.B. em 1963, e obteve um Ph.D. no Instituto de Tecnologia da Califórnia em 1967.

## Contribuições notáveis
Evans contribuiu de forma significativa no campo da química orgânica.
Evans foi eleito membro da Associação Americana para o Avanço da Ciência em 2003.

## Prémios
- 1982 - Prémio ACS por Trabalho Criativo em Química Sintética Orgânica[2]
- 1994 - Medalha Lavoisier (SCF)[3]
- 1996 - Prémio Remsen[4]
- 1998 - Prémio Tetrahedron[5]
- 1999 - Medalha e Dissertação Prelog[6]
- 2000 - Prémio Arthur C. Cope[7]
- 2005 - Prémio Willard Gibbs[8]
- 2006 - Prémio Ryōji Noyori[9]
- 2013 - Prémio Roger Adams[10]

## Morte
Evans morreu no dia 29 de abril de 2022, aos 81 anos.